# Andréi Drevin
Andréi Drevin (del ruso: Андрей Александрович Древин); 26 de agosto de 1921- 7 de abril de 1996 fue un escultor ruso. Sus padres fueron los eminentes pintores, la rusa Nadezhda Udaltsova y el lituano Aleksandr Drevin.
Como su padre había sido ejecutado por el NKVD en 1938 y su madre había sido señalada como persona non grata en el mundo del arte soviético , Andrei Drevin tuvo dificultades él mismo para establecerse como artista. De todos modos pudo conseguirlo y alcanzar reconocimiento en Moscú por su monumento a Iván Krylov que fue erigido cerca del Barrio de los Estanques del Patriarca (del ruso:  Патриаршие пруды).